# Gaphatshwe
Gaphatshwe är ett samhälle i Botswana.   Det ligger i distriktet Kweneng, i den sydöstra delen av landet, 12 km nordväst om huvudstaden Gaborone. Gaphatshwe ligger 1 010 meter över havet och antalet invånare är 1 678.
Terrängen runt Gaphatshwe är platt. Runt Gaphatshwe är det ganska tätbefolkat, med 139 invånare per kvadratkilometer.. Närmaste större samhälle är Gaborone, 11,7 km sydost om Gaphatshwe. 
Trakten runt Gaphatshwe består i huvudsak av gräsmarker.